# Kreis Békéscsaba
Békéscsaba (ungarisch Békéscsabai járás) ist ein Binnenkreis im südostungarischen Komitat Békés.

## Geschichte
Der Kreis Békéscsaba entstand im Zuge der ungarischen Verwaltungsreform Anfang 2013 als Nachfolger des gleichnamigen Kleingebietes (ungarisch Békéscsabai kistérség). Die 6 Gemeinden wurden um drei Gemeinden aus benachbarten Kleingebieten (Békés und Orosháza) verstärkt. Somit erfuhr das Gebiet einen Zuwachs von 10.521 Einwohnern (14,6 %) bzw. 185,43 Quadratkilometer (41 %).

Der Kreis hat eine durchschnittliche Gemeindegröße von 8.957 Einwohnern auf einer Fläche von 70,68 Quadratkilometern. Die Bevölkerungsdichte des bevölkerungsreichsten Kreises beträgt ungefähr das Doppelte vom Kreisdurchschnitt. Hauptstadt des Komitats und des Kreises ist Békéscsaba im Nordosten des Kreises gelegen. Die Stadt verfügt über Komitatsrechte (ungarisch Megyei jogú város).

## Gemeindeübersicht
| Gemeinde         | Status       | Herkunft Kleingebiet | Einwohnerzahl | Einwohnerzahl | Einwohnerzahl | Fläche     | Bevölkerungs- dichte (Ew./km²) |
| Gemeinde         | Status       | Herkunft Kleingebiet | 01.10.2011    | 01.01.2013    | 01.01.2016    | 01.01.2016 | Bevölkerungs- dichte (Ew./km²) |
| ---------------- | ------------ | -------------------- | ------------- | ------------- | ------------- | ---------- | ------------------------------ |
| Békéscsaba       | Stadt        | Békéscsaba           | 62.050        | 61.046        | 60.126        | 193,93     | 310,0                          |
| Csabaszabadi     | Gemeinde     | Békéscsaba           | 331           | 314           | 274           | 32,71      | 8,4                            |
| Csorvás          | Stadt        | Orosháza             | 5.060         | 4.962         | 4.789         | 90,18      | 53,1                           |
| Doboz            | Großgemeinde | Békés                | 4.217         | 4.207         | 4.026         | 54,47      | 73,9                           |
| Gerendás         | Gemeinde     | Orosháza             | 1.314         | 1.352         | 1.272         | 40,78      | 31,2                           |
| Kétsoprony       | Gemeinde     | Békéscsaba           | 1.359         | 1.348         | 1.321         | 51,24      | 25,8                           |
| Szabadkígyós     | Gemeinde     | Békéscsaba           | 2.553         | 2.519         | 2.410         | 45,56      | 52,9                           |
| Telekgerendás    | Gemeinde     | Békéscsaba           | 1.461         | 1.450         | 1.386         | 72,37      | 19,2                           |
| Újkígyós         | Stadt        | Békéscsaba           | 5.196         | 5.226         | 5.009         | 54,92      | 91,2                           |
| Kreis Békéscsaba |              |                      | 83.541        | 82.424        | 80.613        | 636,16     | 126,7                          |